# Церква Успіння Пресвятої Богородиці (Позняки)
Церква Успіння Пресвятої Богородиці — православна церква в селі Позняки (територія сучасного Дарницького району Києва), збудована в 1910-х роках і зруйнована у 1935 році. Розташовувалася приблизно на розі сучасних вулиць Урлівської та Тальнівської.

## Історія
Точних даних про час будівництва Успенської церкви на Позняках немає. У XVII—XVIII століттях в селі існувала церква Введення в Храм Пресвятої Богородиці, яку, за деякими твердженнями, пізніше переосвятили на честь Успіння. Втім, як мінімум, з 1868 року на Позняках існувала лише церква Трьох Святителів. Пізніше в селі збудували ще одну церкву — Успіння Пресвятої Богородиці, це сталося не раніше середини 1910-х років, адже у списку церков Чернігівської єпархії, до Остерського повіту якої належали на той час Позняки, даної церкви ще немає.
За даними церковних архівів станом на 1923 рік настоятелем позняківської Успенської церкви був протоієрей Михайло Степанович Палей. Успенська церква позначена на деяких мапах 1920-х—1930-х років, зокрема, на радянській військовій топографічній карті 1937 року (по зйомці 1932 року).
В радянський період парафія церкви належала до традиційної «старослов'янської» орієнтації. Постановою президії Дарницької районної ради від 5 січня 1936 року (за іншими джерелами — у 1935 році) церкву закрили та, імовірно, невдовзі знищили. Востаннє існування Успенської церкви на Позняках документально зафіксоване у «Переліку всіх закритих молитовень православного релігійного культу по Київській приміській смузі станом на 26 березня 1936 р.».

## Відбудова церкви
У травні 2011 року місцеві мешканці утворили нову Успенську громаду, яку очолив протоієрей Олександр Стороженко. Приблизно на місці старої церкви Успіння, за адресою Урлівська вулиця, 20-а громада спочатку звела невелику каплицю, проте житловий район швидко розростався, тому пізніше збудували невелику церкву, а 25 травня 2014 року відбулося урочисте закладання та освячення наріжного каменю нової, значно більшої церкви. Першу літургію в ще недобудованій церкві відслужили 28 серпня 2016 року, 30 серпня 2017 року на церкві встановили вісім куполів, які в травні 2018 року увінчали хрестами. Також у новозбудованій церкві встановили набір із семи дзвонів, виготовлених на заводі в російському місті Воронеж.
Станом на 2022 рік парафія Свято-Успенської церкви підпорядковується Українській православній церкві Московського патріархату. З 2013 року парафію очолює протоієрей Костянтин Кватрико, при церкві діє недільна школа.